# Ixias vollenhovii
Ixias vollenhovii is een vlindersoort uit de familie van de Pieridae (witjes), onderfamilie Pierinae.
Ixias vollenhovii werd in 1867 beschreven door Wallace.